# Saint-Julien-sous-les-Côtes
Saint-Julien-sous-les-Côtes település Franciaországban, Meuse megyében. Lakosainak száma 139 fő (2022. január 1.). Saint-Julien-sous-les-Côtes Apremont-la-Forêt, Boncourt-sur-Meuse és Girauvoisin községekkel határos.

## Népesség
A település népessége az elmúlt években az alábbi módon változott:
| Lakosok száma | 109  | 122  | 132  | 129  | 148  | 145  | 140  | 139  | 140  | 139  |
|               | 1968 | 1982 | 1990 | 2006 | 2013 | 2015 | 2017 | 2019 | 2020 | 2022 |